# Callitris oblonga
Callitris oblonga — вид хвойних рослин родини кипарисових.

## Поширення, екологія
Країни проживання: Австралія (Новий Південний Уельс, Тасманія). Високий кущ або невелике дерево. У Новому Південному Уельсі зустрічається по піщаних водотоків, чагарниках, рідколіссі в гранітних землях, і сухих ділянках при відносно великих висотах. У Тасманії зустрічається набагато ближче до рівня моря, в розкиданих поселеннях уздовж струмків і річок.

## Морфологія
Це вічнозелений кущ або невелике дерево висотою до 5 метрів, темно-зелені листки завдовжки зазвичай 4–5 мм. Чоловічі шишки індивідуальні або в групах від двох до п'яти і в довжину ≈ 2 мм, овальної форми. шишки поодинокі або в щільних кластерах; сидячі або на коротких гілочках, залишаються після дозрівання; яйцеподібні, 12–15 мм в діаметрі × 15–20 мм завдовжки. Темно-коричневе насіння ≈ 2 мм в розмірі й має дві або три лопаті.

## Використання
Існує обмежене декоративне використання цього виду на Тасманії.

## Загрози та охорона
Первинні загрози включають в себе очищення, деградацію і фрагментацію середовища проживання для сільського господарства; часті вогні; випас. У північно-східній Тасманії підвищення температури і зміни режиму опадів та інші кліматичні чинники, пов'язані з антропогенною зміною клімату, за прогнозами, впливають на навколишнє середовище, а також збільшують ризик стохастичних подій, таких як пожежа і повінь. Росте в ПОТ.